# Владимир Ракочевић
Владимир Ракочевић (Ниш, 30. јануар 1953) српски је математичар и академик, редовни члан састава Српске академије науке и уметности од 4. новембра 2021.

## Биографија
Завршио је основне студије Математике 1975. године на Филозофском факултету Универзитета у Нишу и и магистарске 1979. на Математичком факултету Универзитета у Скопљу. Докторирао је 1984. године на Природно-математичком факултету Универзитета у Београду. Радио је на Природно-математичком факултету Универзитета у Нишу као редовни професор од 1994, Filomat као главни уредник и као члан издавачких одбора у часописима Fixed point theory, Cluj-Napoca, Romania, Facta Univ. Ser. Math. Inform., Mathematica Moravica, Functional Analysis, Approximation and Computation, Bulletin of Research Center for Fixed Point Theory and Applications, Jordan Journal of Mathematics and Statistics.